# Лептонетиды
Лептонетиды (лат. Leptonetidae) — семейство аранеоморфных пауков из серии Haplogynae.

## Описание
Для представителей характерны миниатюрные размеры (2-5 мм). У подстилочных видов имеются имеют только шесть глаз (четыре спереди, два позади). Ноги длинные, передняя пара может быть длинее тела в 3 раза. У живущих в пещерах видов наблюдается редукция глаз, исчезновение окраски и удлинение конечностей.

## Биология
Обитают в увлажнённых местообитаниях в пещерах, расщелинах скал, лесной подстилке под опавшими листьями и под камнями.

## Таксономия
К семейству относят 397 современных видов, объединяемых в 22 рода:
| Род                                  | Распространение                      |
| ------------------------------------ | ------------------------------------ |
| Appaleptoneta Platnick, 1986         | США                                  |
| Archoleptoneta Gertsch, 1974         | США                                  |
| Barusia Kratochvíl, 1978             | Черногория, Хорватия, Греция         |
| Calileptoneta Platnick, 1986         | США                                  |
| Cataleptoneta Denis, 1955            | Турция, Ливан, Крит                  |
| Chisoneta Ledford & Griswold, 2011   | США, Мексика                         |
| Darkoneta Ledford et Griswold, 2010  | США, Мексика, Гватемала, Панама      |
| Falcileptoneta Komatsu, 1970         | Япония                               |
| Leptoneta Simon, 1872                | Средиземноморье, Китай, Мексика, США |
| Leptonetela Kratochvíl, 1978         | Греция, Грузия, Азербайджан, Турция  |
| Longileptoneta Seo, 2015             | Корея                                |
| Masirana Kishida, 1942               | Япония                               |
| Montanineta Ledford & Griswold, 2011 | США                                  |
| Neoleptoneta Brignoli, 1972          | США, Мексика                         |
| Ozarkia Ledford & Griswold, 2011     | США                                  |
| Paraleptoneta Fage, 1913             | Тунис, Алжир, Италия                 |
| Protoleptoneta Deltshev, 1972        | Франция, Италия, Австрия, Болгария   |
| Qianleptoneta Chen et Zhu, 2008      | Китай                                |
| Rhyssoleptoneta Tong et Li, 2007     | Китай                                |
| Sulcia Kratochvíl, 1938              | Балканский полуостров, Крит          |
| Tayshaneta Ledford & Griswold, 2011  | США                                  |
| Teloleptoneta Ribera, 1988           | Португалия                           |

## Распространение
Встречаются Восточной Азии, Средиземноморской Европе и Северной Америке, одним из крупнейших центров видового богатства является Китай, где обитают 151 вид из 8 родов.